# Un trio inseparabile
Un trio inseparabile  (Westside Medical) è una serie televisiva statunitense in 13 episodi di cui 11 trasmessi per la prima volta nel corso di una sola stagione nel 1977. La serie è conosciuta in Italia anche con il titolo originale Westside Medical.
È una serie del genere medico incentrata sulle vicende del personale di una clinica nel sud della California.

## Personaggi e interpreti
- Dottor Sam Lanagan (13 episodi, 1977), interpretato da	James Sloyan.
- Dottoressa Janet Cottrell (13 episodi, 1977), interpretata da	Linda Carlson.
- Dottor Philip Parker (13 episodi, 1977), interpretato da	Ernest Thompson.
- Carrie, la receptionist (13 episodi, 1977), interpretata da	Alice Nunn.
- Everett Meade (2 episodi, 1977), interpretato da	Ralph Bellamy.
- Sorella Mary Dolores (2 episodi, 1977), interpretata da	Lane Bradbury.
- Padre Cavanaugh (2 episodi, 1977), interpretato da	Alex Courtney.
- Chris (2 episodi, 1977), interpretato da	Chris Hutson.
- Laurie (2 episodi, 1977), interpretata da	Sheree North.

## Produzione
La serie, ideata da Barry Oringer, fu prodotta da Martin Starger per la ABC.  Le musiche furono composte da Billy Goldenberg.

### Registi
Tra i registi della serie sono accreditati:
- Gerald Mayer in un episodio (1977)
- Ralph Senensky in un episodio (1977)
- Vincent Sherman in un episodio

### Sceneggiatori
Tra gli sceneggiatori della serie sono accreditati:
- Howard Dimsdale in un episodio (1977)
- William Froug in un episodio (1977)
- Worley Thorne in un episodio (1977)
- Tim Maschler in un episodio)
- Barry Oringer

## Distribuzione
La serie fu trasmessa negli Stati Uniti dal 15 marzo 1977 al 25 agosto 1977 sulla rete televisiva ABC. In Italia è stata trasmessa con il titolo Un trio inseparabile.

## Episodi
| Stagione       | Episodi | Prima TV USA |
| -------------- | ------- | ------------ |
| Prima stagione | 13      | 1977         |